# Lunea cibernetică
Lunea cibernetică (engleză Cyber Monday) este în SUA prima luni după Ziua Recunoștinței. În această zi, angajații întorși la muncă după un weekend petrecut în goana după reduceri provocată de Vinerea Neagră, își continuă cumpărăturile online de la serviciu. Astfel că, majoritatea timpului de muncă din această zi de luni este pierdut pe cumpărături online.
În SUA, Cyber Monday din  2010, a înregistrat cel mai mare volum de vânzări online din toate timpurile astfel că a fost depășit pragul de vânzări de 1 miliard de dolari.